# 包座乡
包座乡，是中华人民共和国四川省阿坝藏族羌族自治州若尔盖县下辖的一个乡镇级行政单位。

## 行政区划
包座乡下辖以下地区：
俄若村、嘎子村、达青村、卓塘村和达来村。